# Battosz
Battosz, görög mitológiai alak. Püloszban volt csikós. Ovidius szerint látta, amikor az újszülött Hermész ellopta Apollón marháit. Az isten egy tehenet ígért neki hallgatása fejében, erre ő egy kőre mutatva megígérte, hogy úgy fog hallgatni, mint a kődarab. Hermész később más alakot öltve visszatért, s egy bikát ajánlott fel neki, ha elárulja, hol van az eltűnt gulya. Battosz azonnal elárulta, erre Hermész kővé változtatta.